# Bytíz
Bytíz je část města Příbram v okrese Příbram ve Středočeském kraji. Jedná se o exklávu, nachází se asi pět kilometrů východně od Příbrami. Prochází zde dálnice D4. Je zde evidováno 15 adres. V roce 2011 zde trvale žilo 22 obyvatel.
Bytíz je také název katastrálního území o rozloze 1,4 km².

## Historie

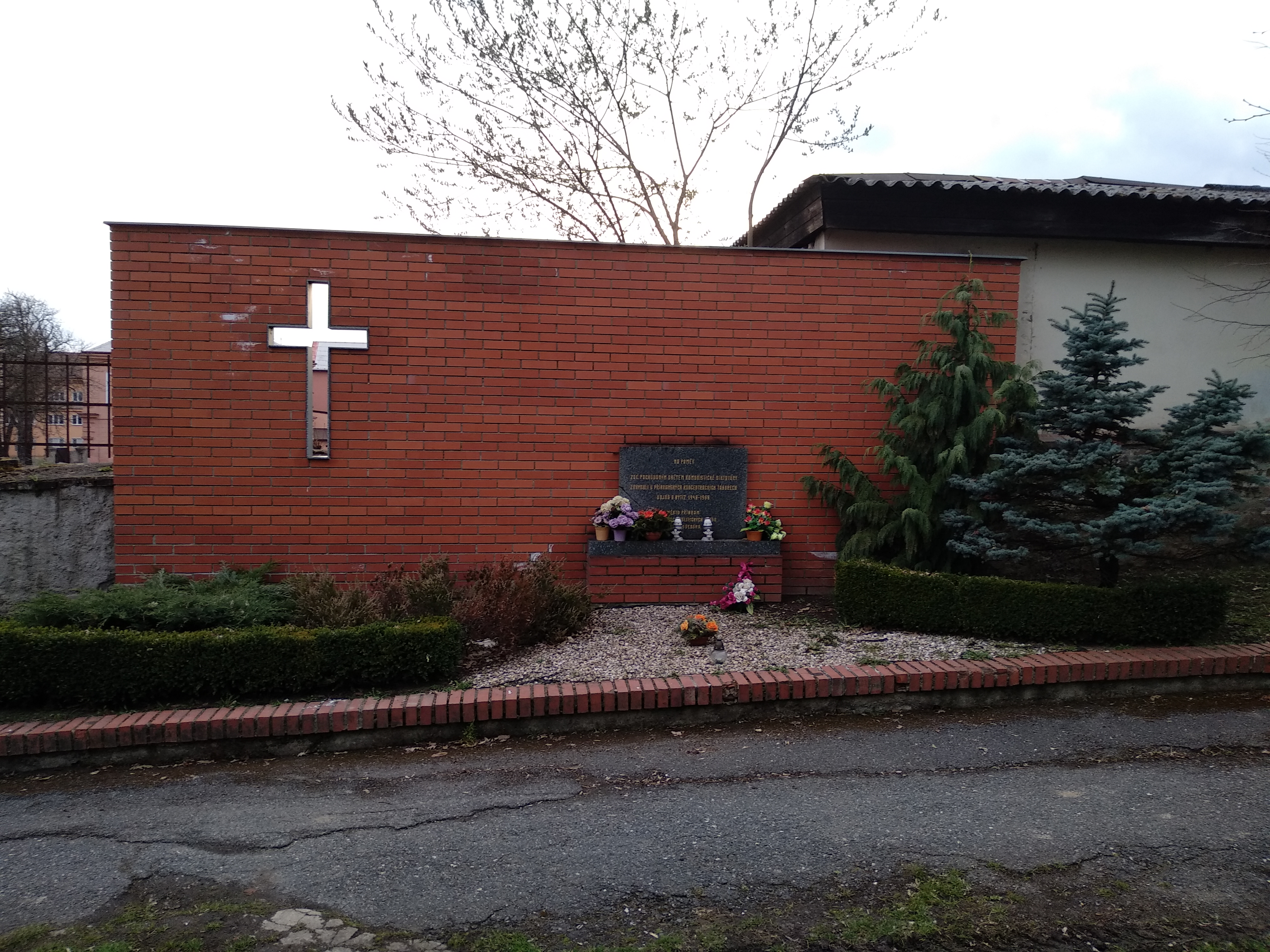
Památník obětem táborů Vojna a Bytíz na Městském hřbitově v Příbrami

První písemná zmínka o vesnici pochází z roku 1396. Byl zde uranový důl (nyní pobočka Hornického muzea Příbram) a pracovní tábor (nyní Věznice Příbram).

## Obyvatelstvo
| Rok            | 1869 | 1880 | 1890 | 1900 | 1910 | 1921 | 1930 | 1950 | 1961 | 1970 | 1980 | 1991 | 2001 | 2011 | 2021 |
| -------------- | ---- | ---- | ---- | ---- | ---- | ---- | ---- | ---- | ---- | ---- | ---- | ---- | ---- | ---- | ---- |
| Počet obyvatel | 56   | 61   | 70   | 68   | 69   | 50   | 41   | 32   | 31   | 34   | 31   | 32   | 38   | 22   | 24   |
| Počet domů     | 7    | 7    | 7    | 8    | 7    | 7    | 9    | 10   | 8    | 9    | 9    | 10   | 10   | 11   | 9    |

## Obecní správa
Při sčítání lidu v letech 1850–1879 Bytíz byl osadou obce Konětopy v okrese Příbram. V letech 1880–1929 byla osadou obce Háje v okrese Příbram. V letech 1930–1979 byl osadou obce Dubenec v okrese Příbram. Od 1. ledna 1980 je částí města Příbram ve stejnojmenném okrese. Poté se Dubenec opět osamostatnil, ale Bytíz již zůstal součástí Příbrami.